# 432
Évszázadok: 4. század – 5. század – 6. század
Évtizedek: 380-as évek – 390-es évek – 400-as évek – 410-es évek – 420-as évek – 430-as évek – 440-es évek – 450-es évek – 460-as évek – 470-es évek – 480-as évek
Évek: 427 – 428 – 429 – 430 –  431 – 432 – 433 – 434 – 435 – 436 – 437

## Események

### Nyugat- és Keletrómai Birodalom
- Flavius Aetiust (nyugaton) és Flavius Valeriust (keleten) választják consulnak.
- Bonifatius africai kormányzó és keletrómai szövetségese, Aspar ismét megtámadja a vandálokat, de visszaverik őket. Állítólag ekkor esik a vandálok fogságába a leendő császár, Marcianus.
- Galla Placidia nyugatrómai régens visszahívja Bonifatiust Itáliába és afrikai vereségei ellenére főparancsnoki (magister utriusque militiae) tisztséget adományoz neki. Aetius, az eddigi főparancsnok, attól tartva hogy kegyvesztetté válik, összegyűjti a csapatait. A két rivális a rimini csatában csap össze, ahol Bonifatius győzedelmeskedik, de súlyosan megsebesül és röviddel később meghal. Utódja veje, Sebastianus, aki megpróbálja meggyilkoltatni a birtokára visszahúzódott Aetiust. Aetius a hunokhoz menekül.
- Meghal I. Caelestinus pápa. Utódja III. Sixtus.[1]
- Rómában elkészül a Santa Sabina-bazilika.
- Szent Patrik megérkezik az Ír-szigetre.

## Halálozások
- július 27. – I. Caelestinus pápa>[1]
- Bonifatius, római politikus

## Fordítás
- Ez a szócikk részben vagy egészben  a(z)   432 című angol Wikipédia-szócikk ezen változatának fordításán alapul.  Az eredeti cikk szerkesztőit annak laptörténete sorolja fel. Ez a jelzés csupán a megfogalmazás eredetét és a szerzői jogokat jelzi, nem szolgál a cikkben szereplő információk forrásmegjelöléseként.